# ブロムヘキシン
ブロムヘキシン（英: Bromhexine）は去痰薬の一つであり、分子式C14H20N2Br2で表される有機臭素化合物。商品名はビソルボンなど。
医薬品としては塩酸塩 - Hydrochloride（ブロムヘキシン塩酸塩 - 英: Bromhexine hydrochloride）の形で用いられる。ブロムヘキシン塩酸塩は水溶液中でイオン化され、アルカリ性の化合物と反応することで、難溶性のブロムヘキシンとなり沈殿が生じる。

## 適応
- 去痰
  - 総合感冒薬などに配合され、気道の粘液の分泌を促進して痰を排出しやすくする
- アルコール性慢性膵炎の患者に投与し、膵臓の腺房細胞でのムコ多糖の生成を抑えて膵液の粘性を下げ、症状を緩和する研究も行われている[1]。

比較的副作用が少ないとされるが、食欲不振や吐き気、発疹、また稀にアナフィラキシーショックが生じることがある。塩酸ブロムヘキシンの分子量は412.6、CAS登録番号は611-75-6。